# Roudoudou (bonbon)
Pour les articles homonymes, voir Roudoudou.

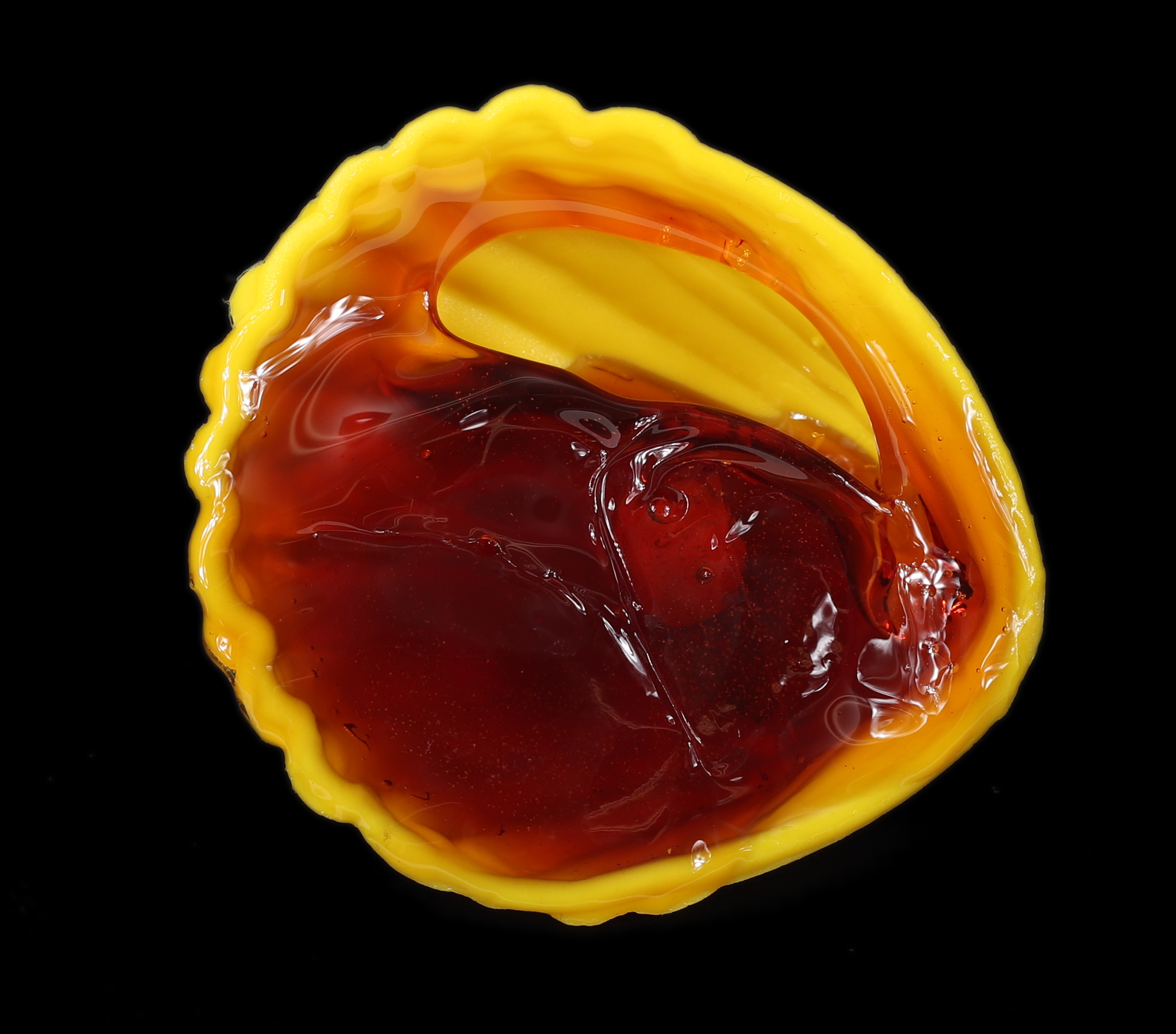
Un roudoudou.

Le roudoudou est une confiserie en sucre cuit, coulée dans une petite coquille en plastique en forme de coquillage, ou dans un vrai coquillage.

## Historique
Le mot « roudoudou », de formation enfantine, est utilisé régionalement dès le xixe siècle de diverses manières, par exemple comme onomatopée imitant le bruit du tambour dans le Nord ou pour désigner un « gros bonnet », une « grosse légume », dans le Mâconnais. En 1908, il est employé dans la presse pour désigner une confiserie vendue « à trois pour un sou », dans une librairie de la rue de la Glacière à Paris. Le roudoudou est fait de sucre cuit, parfois parfumé et coloré, moulé dans une petite boîte en bois ronde, et qu'on lèche pour le faire fondre, comme une sucette . Il est parfois décrit comme un « caramel noir et mou », « un cotignac à la réglisse », « une pâte sirupeuse ». Très populaire jusqu'à l'entre-deux-guerres, c'est une sucrerie bon marché destinée aux enfants qui, typiquement l’achètent à la sortie de l'école.
Dans les années 1950, apparaît le « Roc-Dou » fabriqué par Patrelle à Franceville, une véritable coquille de bucarde tuberculée contenant un sucre d'orge à sucer, puis remplacé par un contenant en plastique en forme de coquillage. Succès des années 1950-1980, le roudoudou est encore produit et vendu au xxie siècle.
Par extension, le terme « roudoudou » tend à s'appliquer également aux rouleaux de réglisse[réf. nécessaire].

## Fabrication
Les différentes étapes de sa fabrication sont les suivantes :
1. Les coquillages sont mis sur le marbre sur un lit de sucre ;
2. Un sirop de sucre est cuit à 150 °C, puis il est aromatisé ;
3. Lorsque le sirop de sucre est prêt, il est versé dans des pots, puis transvasé dans les coquillages. La température du sirop de sucre est à 138 °C.

## Dans la culture
Le roudoudou est cité par Maurice Chevalier dans la chanson La Fête à Neu-Neu d'Henri Betti, ainsi que par Renaud dans Mistral gagnant.
Le roudoudou a inspiré Julien Bardakoff, le traducteur français des deux premières générations de la franchise Pokémon, pour créer le nom du Pokémon Rondoudou.